# Петрыкин, Василий Иванович
Василий Иванович Петрыкин — советский хозяйственный, государственный и политический деятель.

## Биография
Родился в 1916 году в Новосиле. Член КПСС.
С 1934 года — на хозяйственной, общественной и политической работе. В 1934—1989 гг. — землекоп на строительных объектах Наркомата обороны СССР, бухгалтер в колхозе, секретарь сельсовета, участник Великой Отечественной войны, комиссар батареи, секретарь партбюро миномётного дивизиона, парторг полка, заведующий отделом пропаганды и агитации, первый секретарь Бердянского объединённого горкома и райкома КП Украины, секретарь Запорожского обкома КП Украины по пропаганде и агитации, заместитель председателя Запорожской областной организации охраны памятников и культурного наследия.
Делегат XXII съезда КПСС.
Умер в Запорожье в 1991 году.